# St. Emmeram (Regensburg)

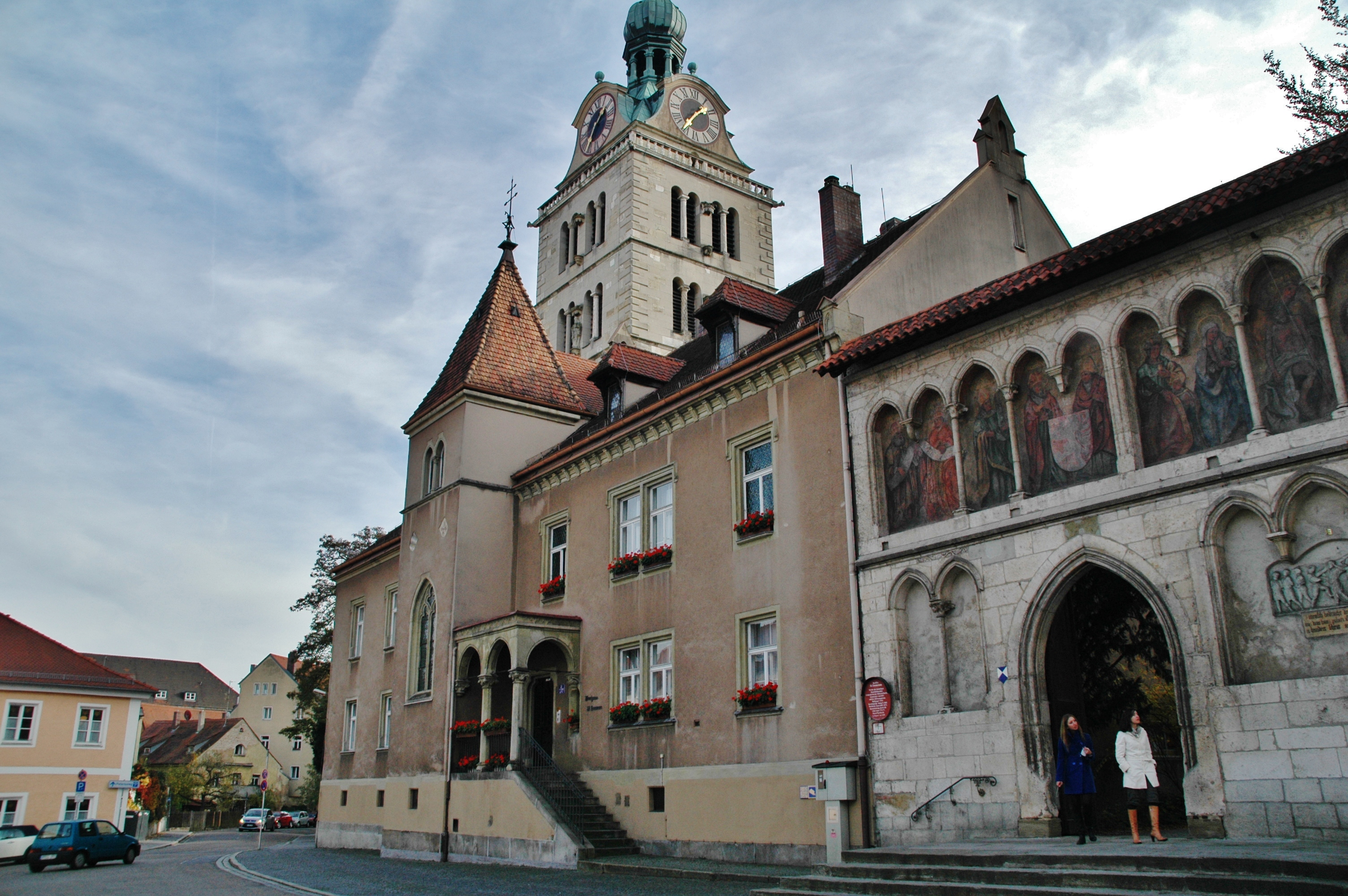
St. Emmeram Regensburg

St. Emmeram ist ein um 780 begonnenes Kirchengebäude in Regensburg. Die Kirche war die Hauptkirche des Klosters Sankt Emmeram, das 1731 zur Fürstabtei erhoben wurde. Nach der Säkularisation wurde die Abteikirche zur Pfarrkirche der Stadt Regensburg und durch Papst Paul VI. am 5. März 1964 mit dem Apostolischen Schreiben Terra sacra zur Basilica minor erhoben.

## Gebäude und Geschichte

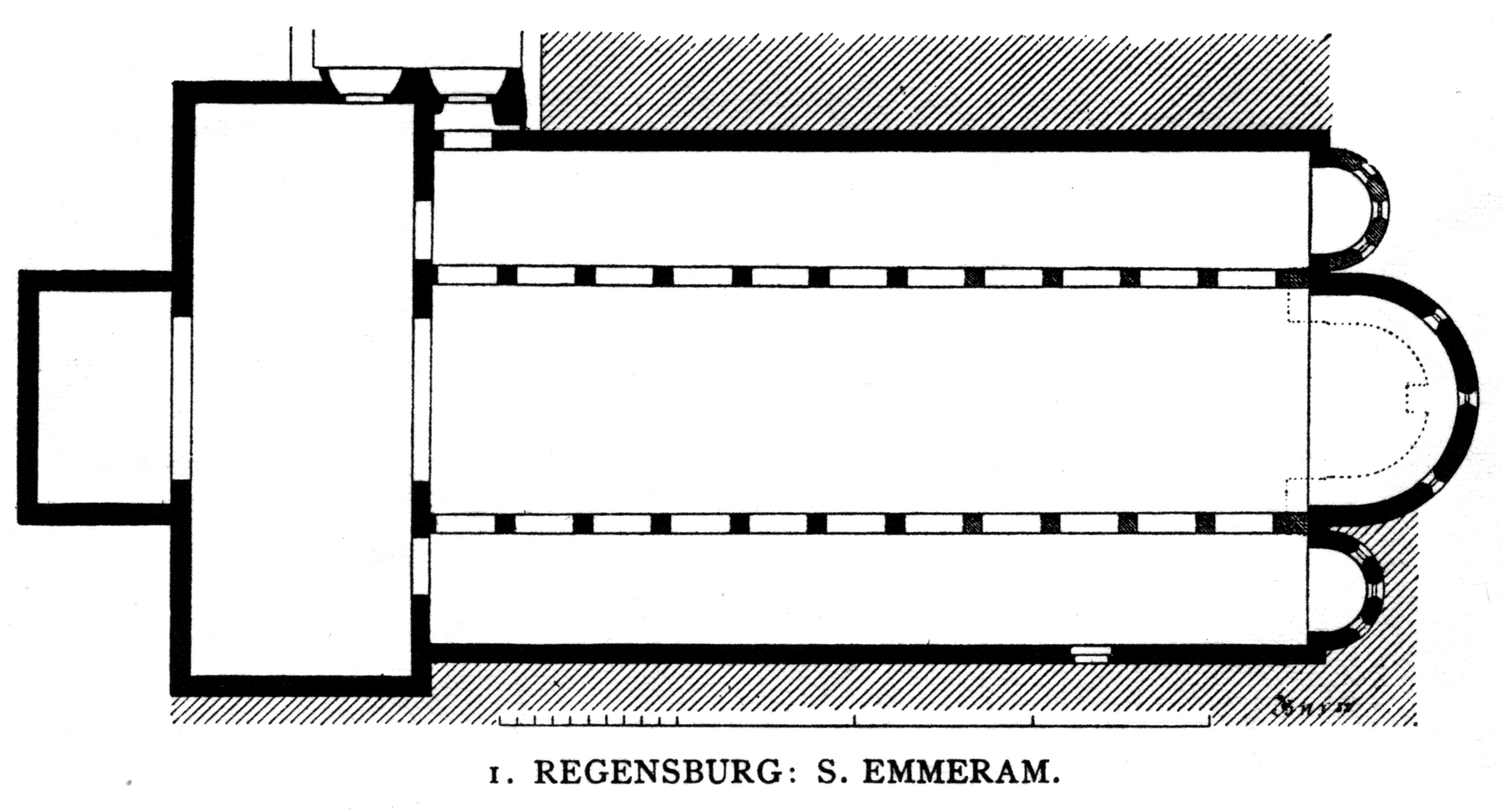
Grundriss der Kirche im Zustand von etwa 1050

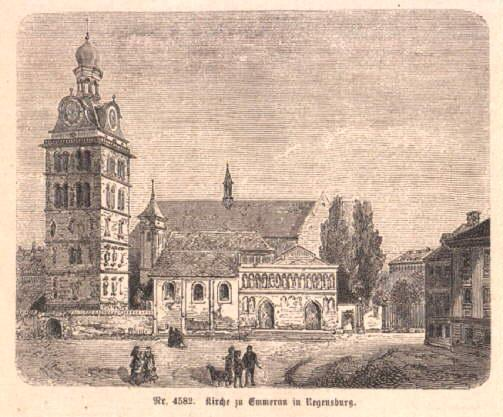
St. Emmeram auf einem Holzstich, um 1885

Der glaubhaften Überlieferung nach wurde der Wandermönch und spätere Bischof Emmeram von Regensburg gegen 690 in einer Georgskirche an Stelle der späteren Klosterkirche beigesetzt. Nach seinem Martyrium war der Bischof zunächst in Aschheim bei München beigesetzt worden, wurde nach vierzig Tagen allerdings nach Regensburg überführt. Sein erstes Grab befand sich vor der südlichen Apsis der heutigen Kirche. Die genaue Lage und Gestalt dieser Georgskirche ist nicht bekannt.
Der Kern des heutigen Baus wurde gegen 780 unter Abtbischof Sintpert (768–791) errichtet. Es handelte sich um eine flachgedeckte Kirche mit mindestens einer Apsis im Osten, die von einer außenliegenden, gewölbten und noch erhaltenen Ringkrypta umgeben war. Eine Konfessio gewährte den Blick aus der Ringkrypta auf das neu geschaffene Grab des Emmeram unter dem Hauptaltar. In der Krypta sind Wandmalereien der Erbauungszeit erhalten. Ob diese karolingische Kirche schon drei Schiffe hatte wie heute und wie weit sie nach Westen reichte, ist nicht klar. Es fehlen flächendeckende Ausgrabungen im Innenraum der Kirche.
Gesichert ist der Anbau einer rechteckigen weiteren Außenkrypta im Osten unter Abt Ramwold um 980. Sie war über zwei Stützen gewölbt, wurde aber in der Barockzeit umgebaut. Dort wurde der Abt im Jahr 1000/1001 in einem Anbau auf der Südseite bestattet. Es gibt Hinweise, dass erst damals die Kirche zu einer dreischiffigen Basilika umgebaut wurde, von der Teile der Mittelschiffspfeiler und der Obergadenwand im Ostteil noch erhalten sind. Für das 18. Jahrhundert ist eine Wallfahrt von Frauen in Geburtsnöten zum Grab Ramwolds belegt.
Um 1050 entstand ein geräumiges Westquerhaus mit Hallenkrypta, um die Gebeine der Heiligen Dionysius und Wolfgang von Regensburg aufzunehmen. Die damals um 1052 entstandenen drei mittelalterlichen Steinreliefs am Nordportal, sind die frühesten ihrer Art in Deutschland. Sie stellen Jesus Christus, den heiligen Emmeram von Regensburg und St. Dionysius dar.
Verschiedene Brände erforderten Erneuerungen, wovon jene nach einem Brand von 1166 das Langhaus tiefgreifend veränderte. Es entstand eine flachgedeckte Basilika mit reich gegliederten Mittelschiffswänden. Die Kirche wurde anschließend mit Malereien versehen. Vier Bilderzyklen griffen die an der Vision in Dan 10-12  orientierten vier Weltreiche der Babylonier, Perser, Griechen und Römer auf. Über dem Mittelschiff dominierte ein Kreuz.
Durch einen Brand wurde 1642 das Mittelschiff der Kirche zerstört. Das Dach wurde zerstört, ebenfalls die Inneneinrichtung mit den Malereien sowie sieben Glocken. Anschließend wurde die Emmeramskirche wieder aufgebaut. Von 1731 bis 1733 erfolgte die Neuausgestaltung durch die Brüder Cosmas Damian und Egid Quirin Asam im Stil des Barocks, wobei die Raumverhältnisse des 12. Jahrhunderts weitgehend beibehalten wurden.

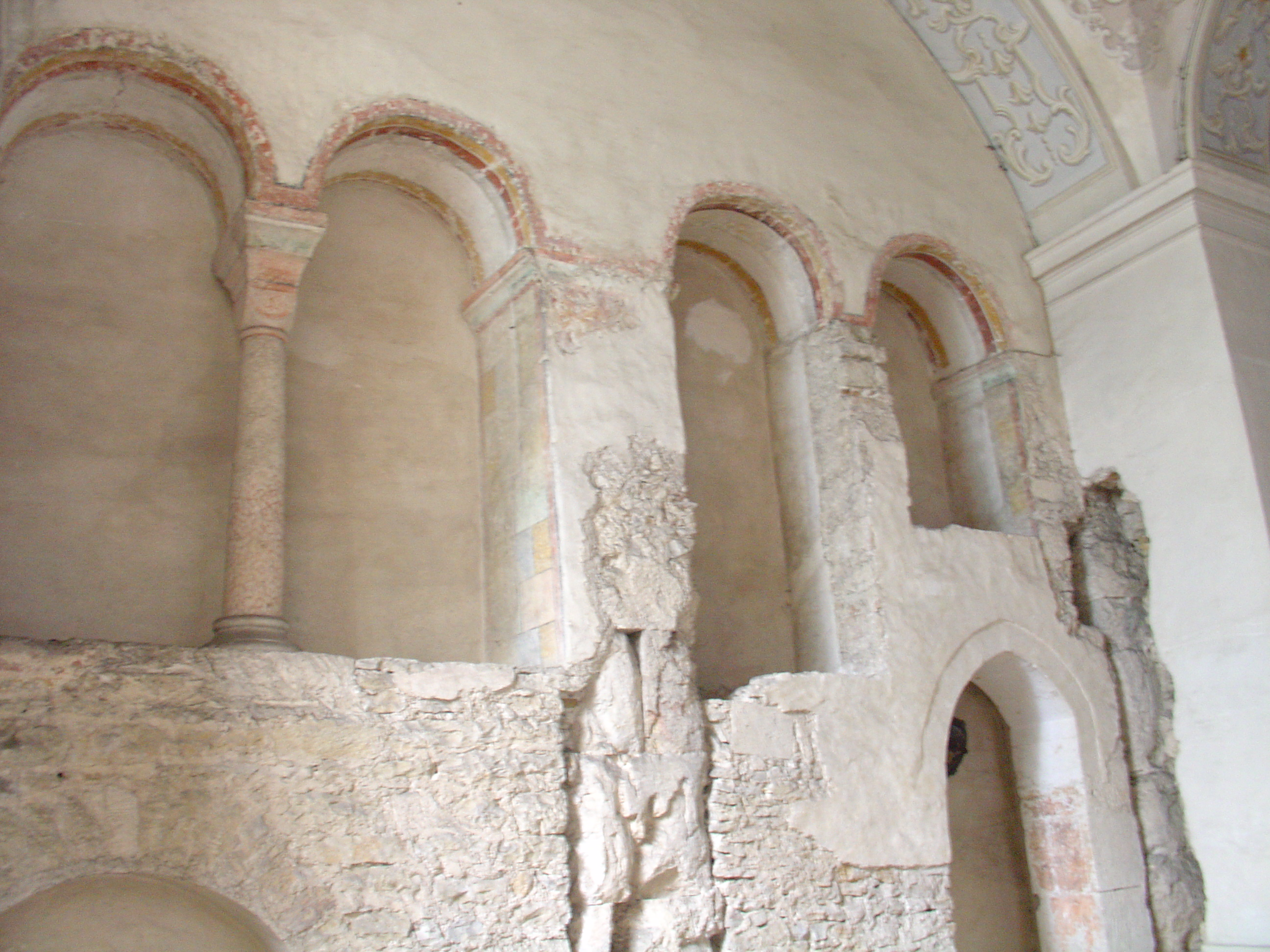
Wieder aufgedeckte Reste (Großquaderpfeiler) des Kirchenbaus Ramwolds von etwa 980/1000
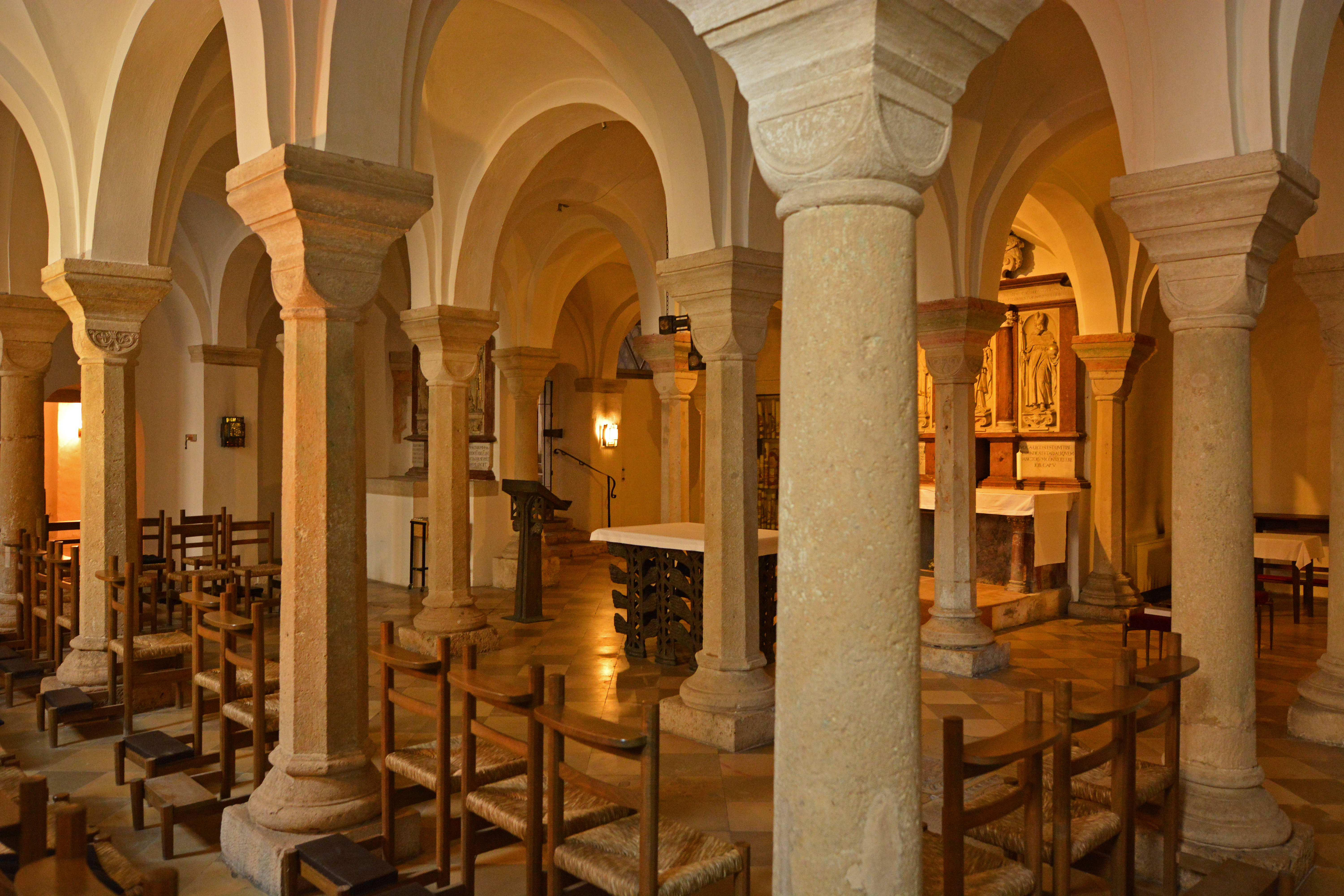
Wolfgangkrypta im Westbau (um 1050)
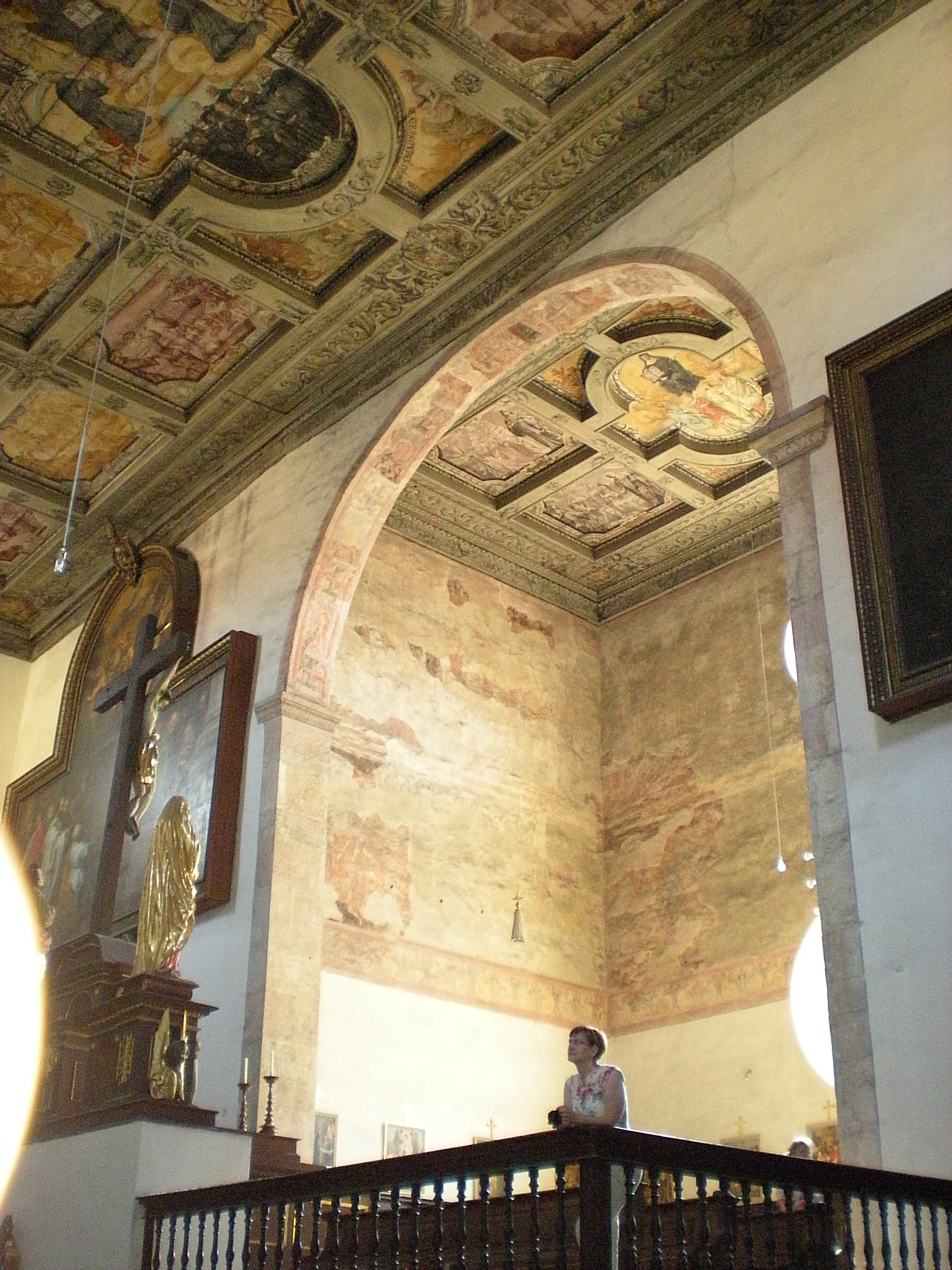
Westquerhaus von etwa 1050 mit späterer Holzdecke
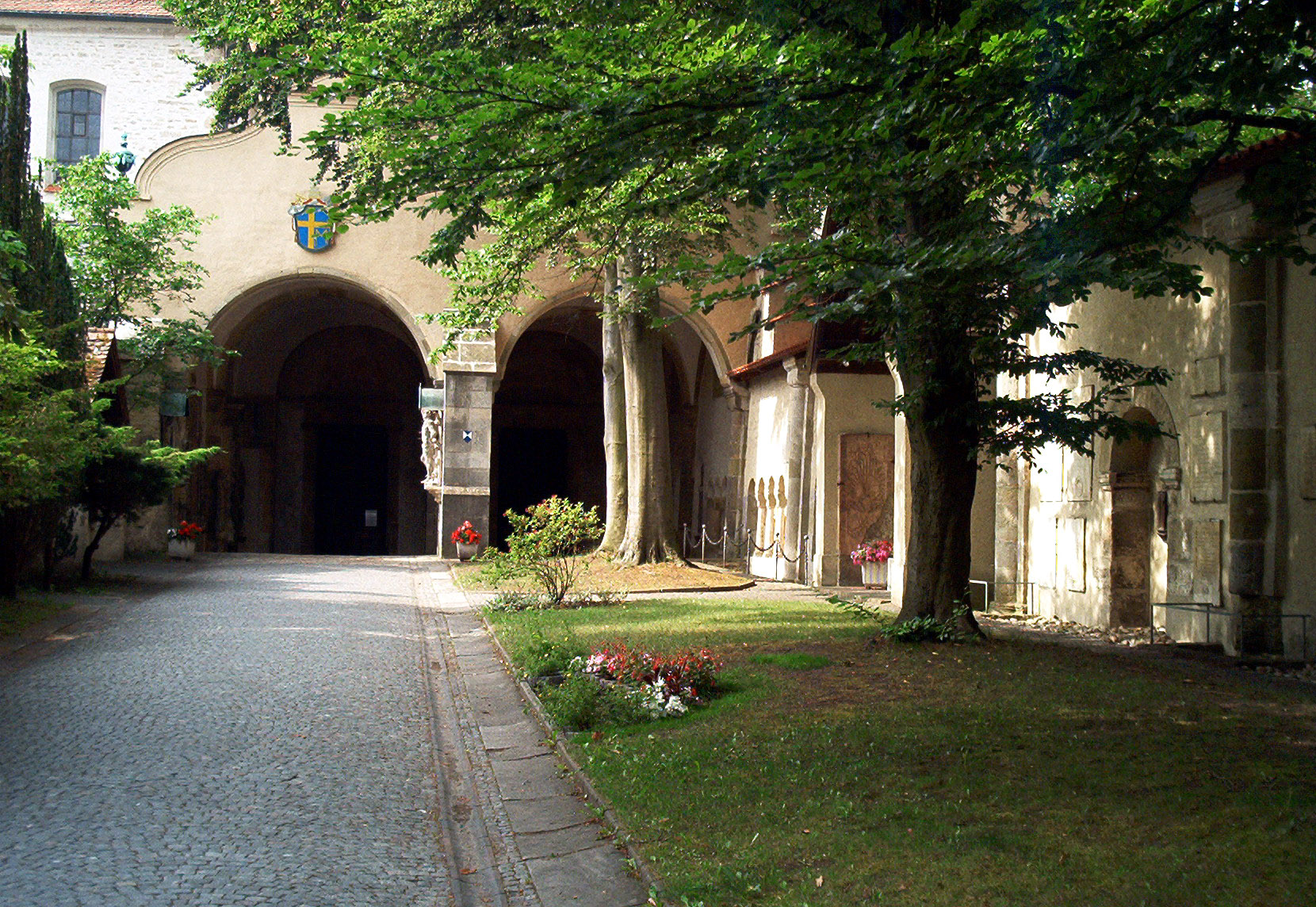
Weg zur St.-Rupert-Kirche und zur Basilika

## Ausstattung

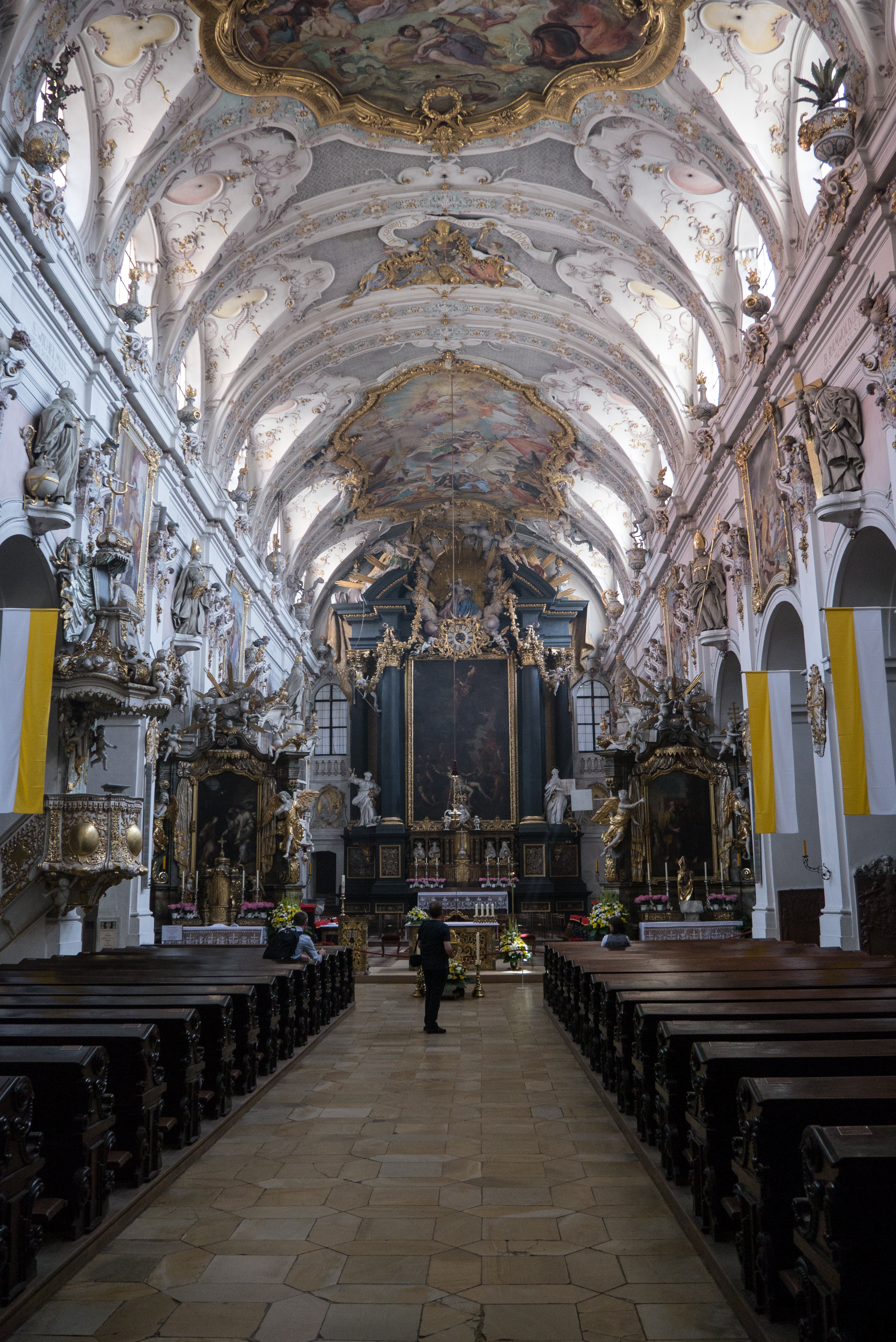
Mittelschiff und Apsis mit Hochaltar und zwei Seitenaltären

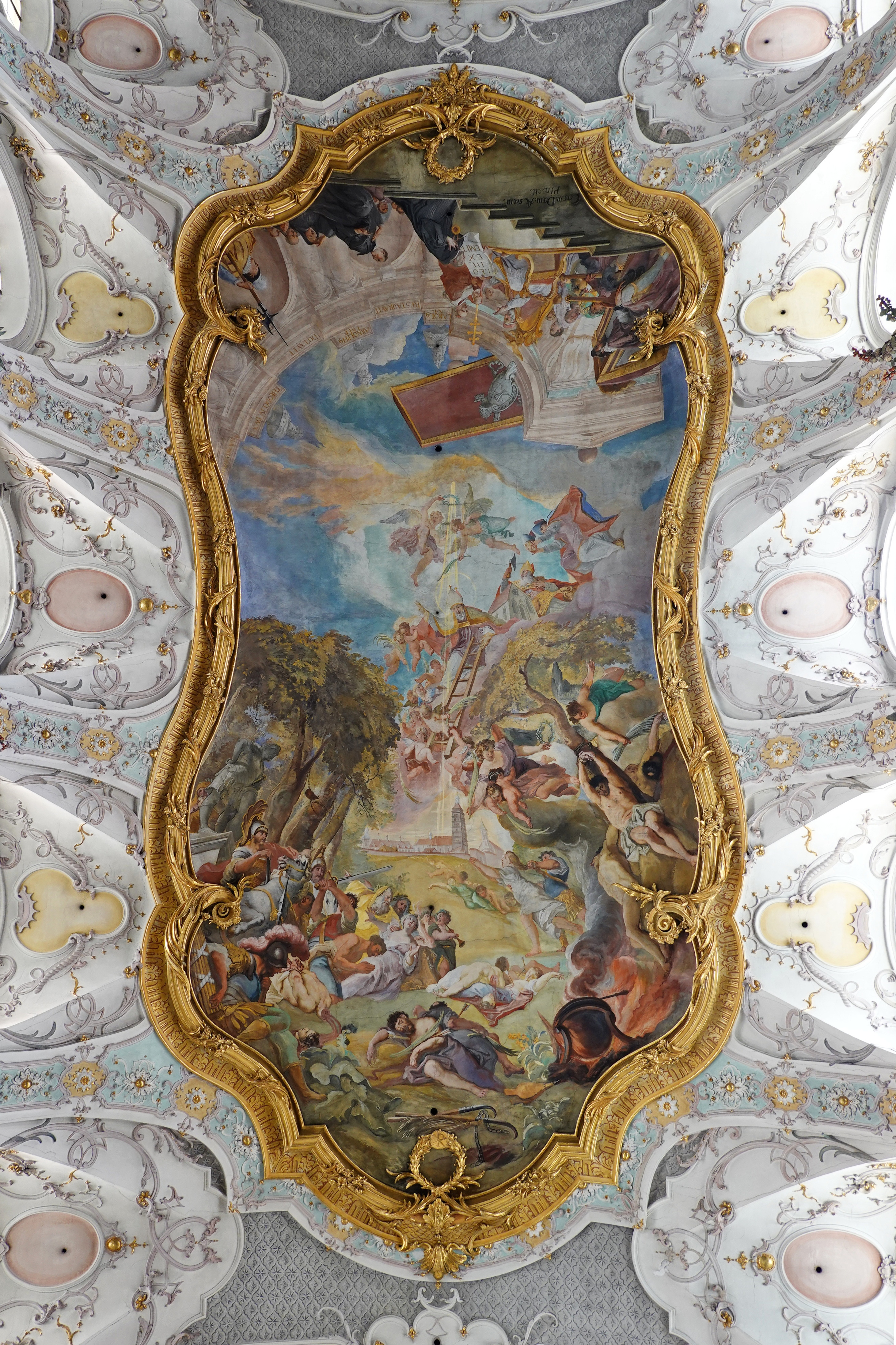
Großes Deckenfresko nahe der Hauptorgel im Mittelschiff

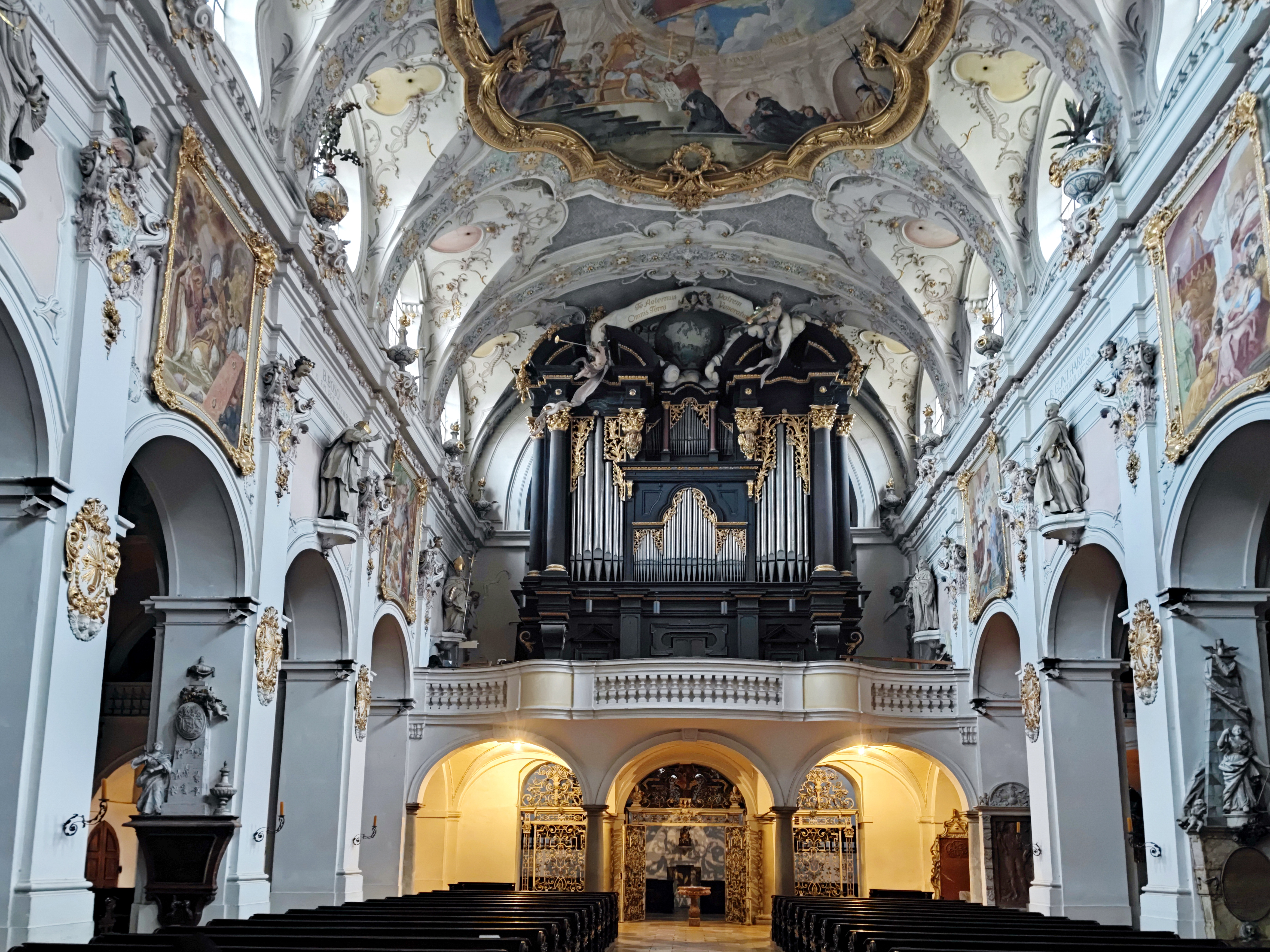
Blick zur Empore

Das Westquerhaus besitzt eine bemalte Holzdecke, die Benedikt von Nursia zeigt.
Der Hochaltar im Stil des Barocks stammt aus dem Jahre 1669. Die Fresken im Mittelschiff stammen von Cosmas Damian Asam und Egid Quirin Asam. Dargestellt ist die Vita des heiligen Emmeram. Die einzelnen Lebensstationen entsprechen der von Bischof Arbeo verfassten Vita Sancti Emmerami. Das große Deckenfresko zeigt den heiligen Emmeram in himmlischer Herrlichkeit.

### Grabdenkmäler
In der Kirche St. Emmeran und in dem nördlich benachbarten Vorgarten, der zur angrenzenden Pfarrkirche St. Rupert gehört, gibt es 83 Grabdenkmäler. Viele der verstorbenen Personen kamen aus dem Umfeld des Hofes der Fürsten von Thurn und Taxis und viele hatten eine Verbindung zum Immerwährenden Reichstag, entweder als Gesandte, Sekretäre oder als deren Angehörige. Mehr als 50 dieser Personen sind namentlich bekannt. Hinzu kommen noch 14 Grabdenkmäler in der Pfarrkirche.
35 der 83 Grabstätten befinden sich heute im Vorgarten, stammen aber von ehemaligen Grabstätten auf dem nach 1806 aufgelassenen östlich benachbarten Rupertifriedhof. Die restlichen 48 der 83 Grabdenkmäler befinden sich in der Kirche St. Emmeran, teilweise mit den zugehörigen Grabstätten. Von diesen Grabdenkmälern sind einige besonders erwähnenswert, die folgend in nicht systematischer Reihenfolge genannt werden:
Unter dem Dionysiuschor im Westen liegt die Wolfgangskrypta, die letzte Ruhestätte Bischof Wolfgangs. Der Wolfgangsschrein selbst befindet sich in einer beleuchtbaren Nische unter dem Altar. 1613 entstanden in der Wolfgangskrypta drei Altäre, und die Reliquien des heiligen Wolfgang wurden in einem Kristallschrein und in einem Zinnsarg beigesetzt, 1839 erfolgte eine Erhebung der Reliquien, die jetzt in eine Goldtumba gelegt wurden. 1877 bettete Bischof Ignatius von Senestrey die Reliquien in einen neoromanischen Reliquienschrein. Neben dem Dionysiusaltar im nördlichen Seitenschiff ist das Grabmal der seligen Königin Hemma († 876), Ehefrau Ludwigs des Deutschen, in die Wand eingefügt.
In Sankt Emmeram wurden ferner beigesetzt: der heilige Emmeram, der selige Abt Ramwold, die heilige Klausnerin Aurelia, die seligen Bischöfe Wolflek, Gaubald und Tuto, der ostfränkische König und römische Kaiser Arnulf von Kärnten und sein Sohn König Ludwig das Kind, die bayerischen Herzöge Arnulf der Böse und Heinrich der Zänker sowie der bayerische Geschichtsschreiber Johannes Aventinus. Außerdem befinden sich in gläsernen Schreinen die Gebeine der Katakombenheiligen St. Maximianus und St. Calcidonius.
Das eindrucksvollste und größte Grabmonument von St. Emmeran steht im westlichen Querhaus beim Südausgang der Wolfgangskrypta. Das 5 m hohe Epitaph wurde 1777 für den 1773 verstorbenen und in der Wolfgangskrypta bestatteten Alexander Ferdinand von Thurn und Taxis, Prinzipalkommissar am Immerwährenden Reichstag zu Regensburg, errichtet. Die Inschrifttafel aus schwarzem Marmor wird flankiert von symbolischen Frauenfiguren der Gerechtigkeit und Klugheit; oben unter einem Baldachin steht die Frauenfigur der Kirche mit Kreuz, Kelch und Hostie.
Neben dem großen Thurn-Taxis-Epitaph steht an der Südwand das Grabdenkmal des preußischen Gesandten am Immerwährenden Reichstag Ernst Reichsgraf von Metternich, ein Protestant und Mitglied des Adelsgeschlechtes Metternich. Der calvinistische Gesandte war nach langer Vorbereitung unter Mithilfe der Tochter nur zwei Tage vor seinem Tod am (27. Dezember 1727) katholisch geworden. Seine Leiche wurde in der Kirche St. Emmeran aufgebahrt und anschließend mit Pomp und dreitägigem Glockenläuten bestattet. Die Konversion des Gesandten erregte weit über die Stadt Regensburg hinaus großes Aufsehen.  Hinter der Konversion des Gesandten, die gemeinsam mit der Konversion der in Österreich begüterten Tochter hinter dem Rücken der streng protestantischen Ehefrau erfolgte, verbergen sich aber weltliche Motive und eine dramatische Familiengeschichte, denn die dem Vater hilfreiche Tochter wurde von ihrer Mutter mit einem mütterlichen Fluch belegt.
Die Frauenfigur oben auf seinem Epitaph symbolisiert die heilige katholische Kirche, zu der Graf Metternich – nach Aussage der Epitaphinschrift – „wieder aufgetaucht aus den Fluten seiner calvinistischen Religion“, zurückgekehrt war. Am Ende der Inschrift werden alle Besucher aufgefordert, Metternich nachzueifern und ebenfalls zu konvertieren. Das Epitaph und besonders die Inschrift provozierten die protestantischen Gesandten am Reichstag, die Bevölkerung und besonders seine Ehefrau Anna von Regal zu Kranichsfeld. Nach Errichtung des Epitaphs für ihren Ehemann in St. Emmeran ließ die von ihrem Mann schwer enttäuschte, streng protestantische Ehefrau auf eigene Kosten auf dem Gesandtenfriedhof bei der Dreieinigkeitskirche ein Epitaph für ihren bereits zehn Jahre zuvor jung verstorbenen Sohn Ernst Eberhard von Metternich errichten.

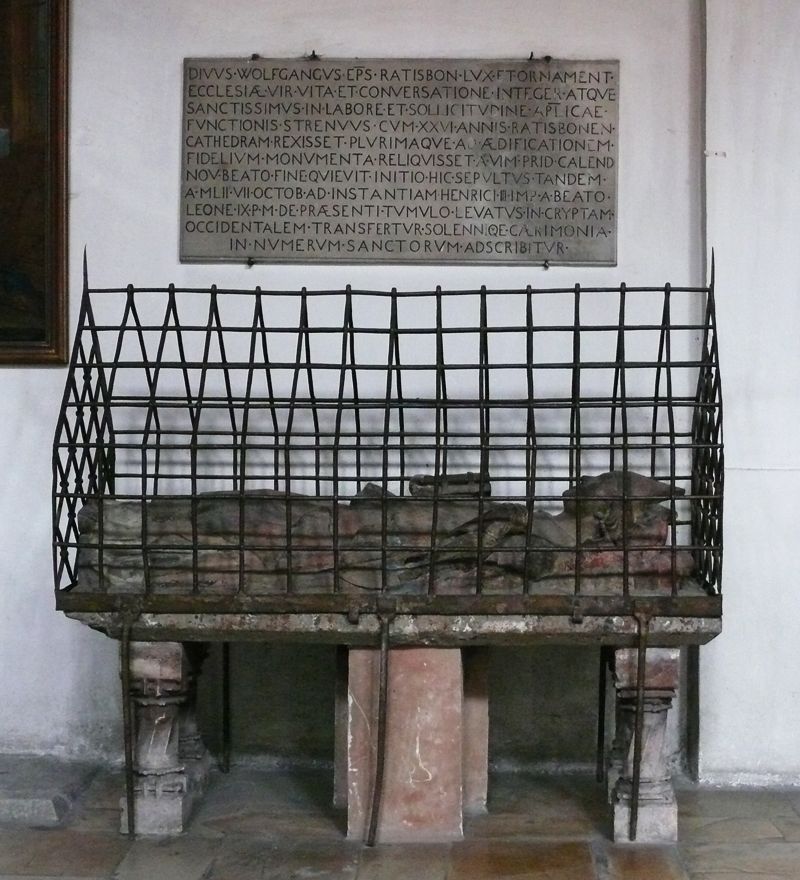
Gisant des Wolfgang von Regensburg im südlichen Seitenschiff
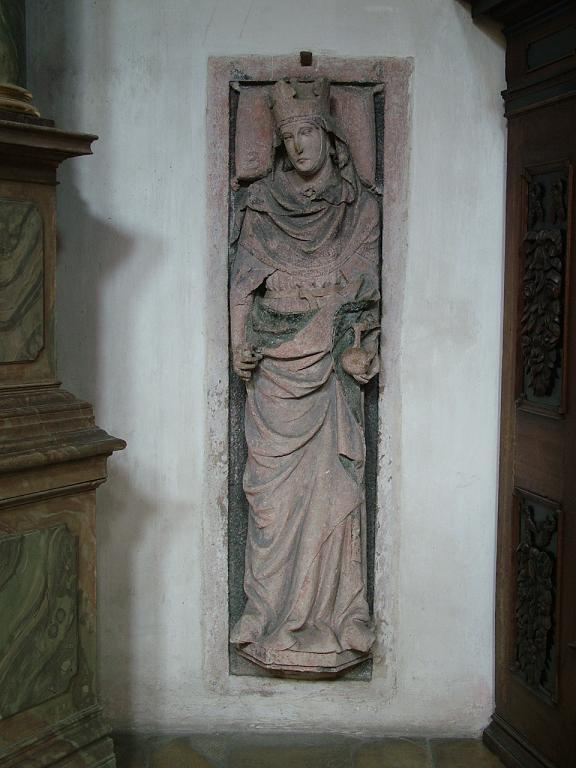
Königin Hemma
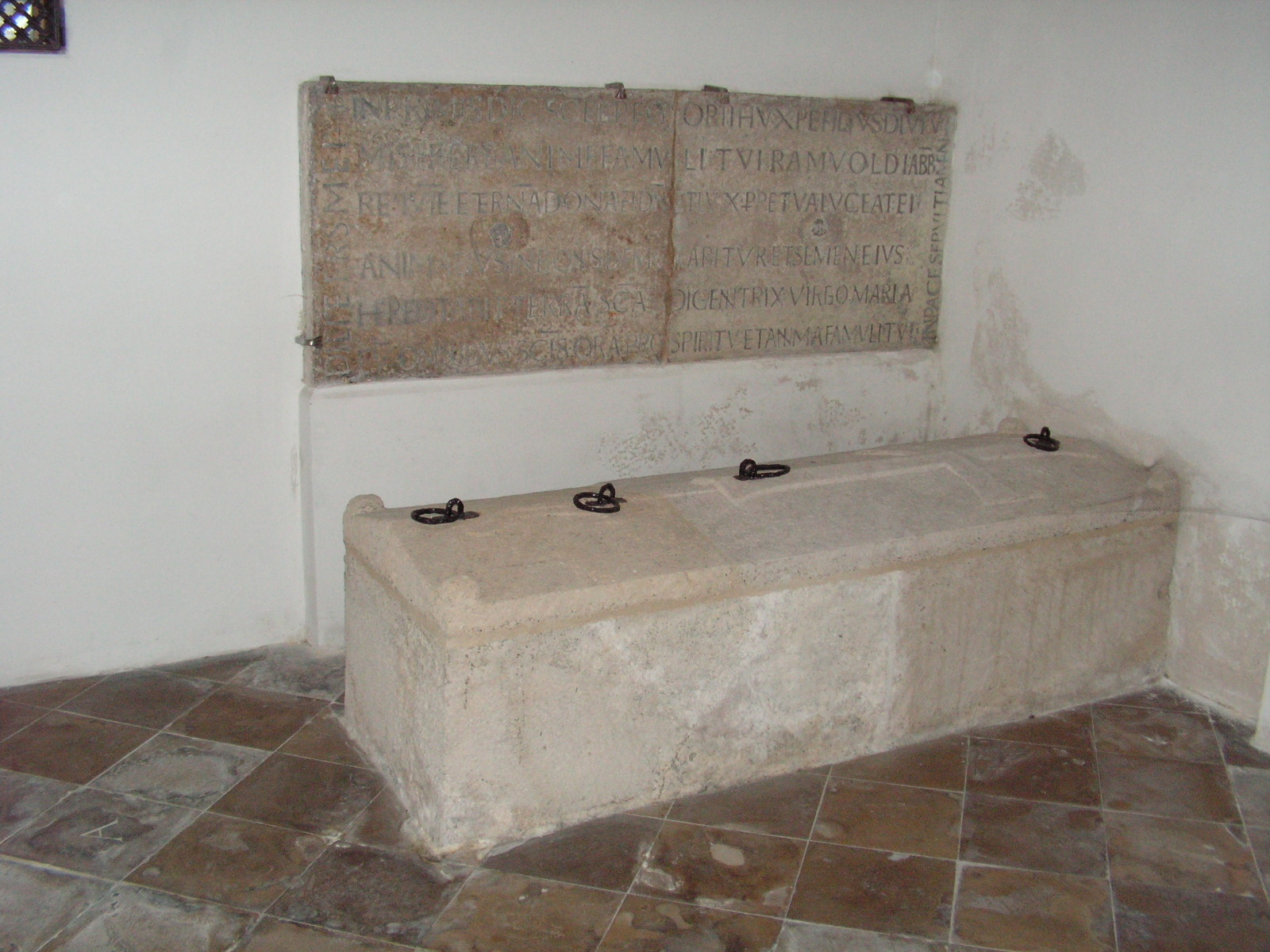
Grablege Ramwolds
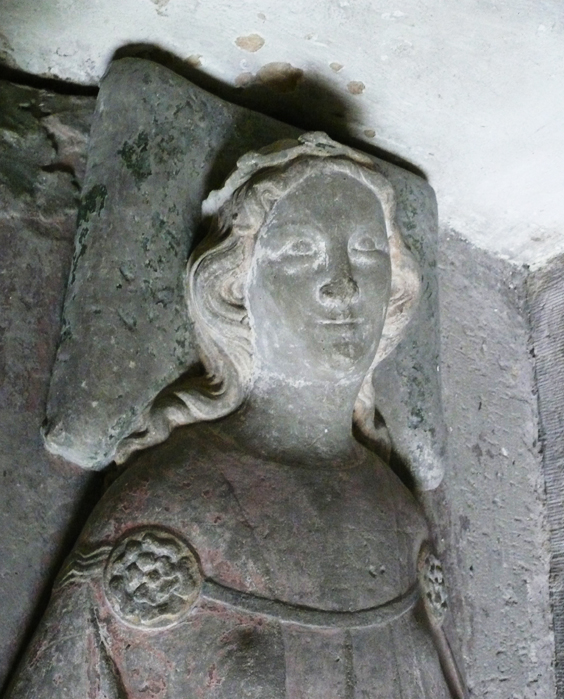
Gisant der Klausnerin Aurelia
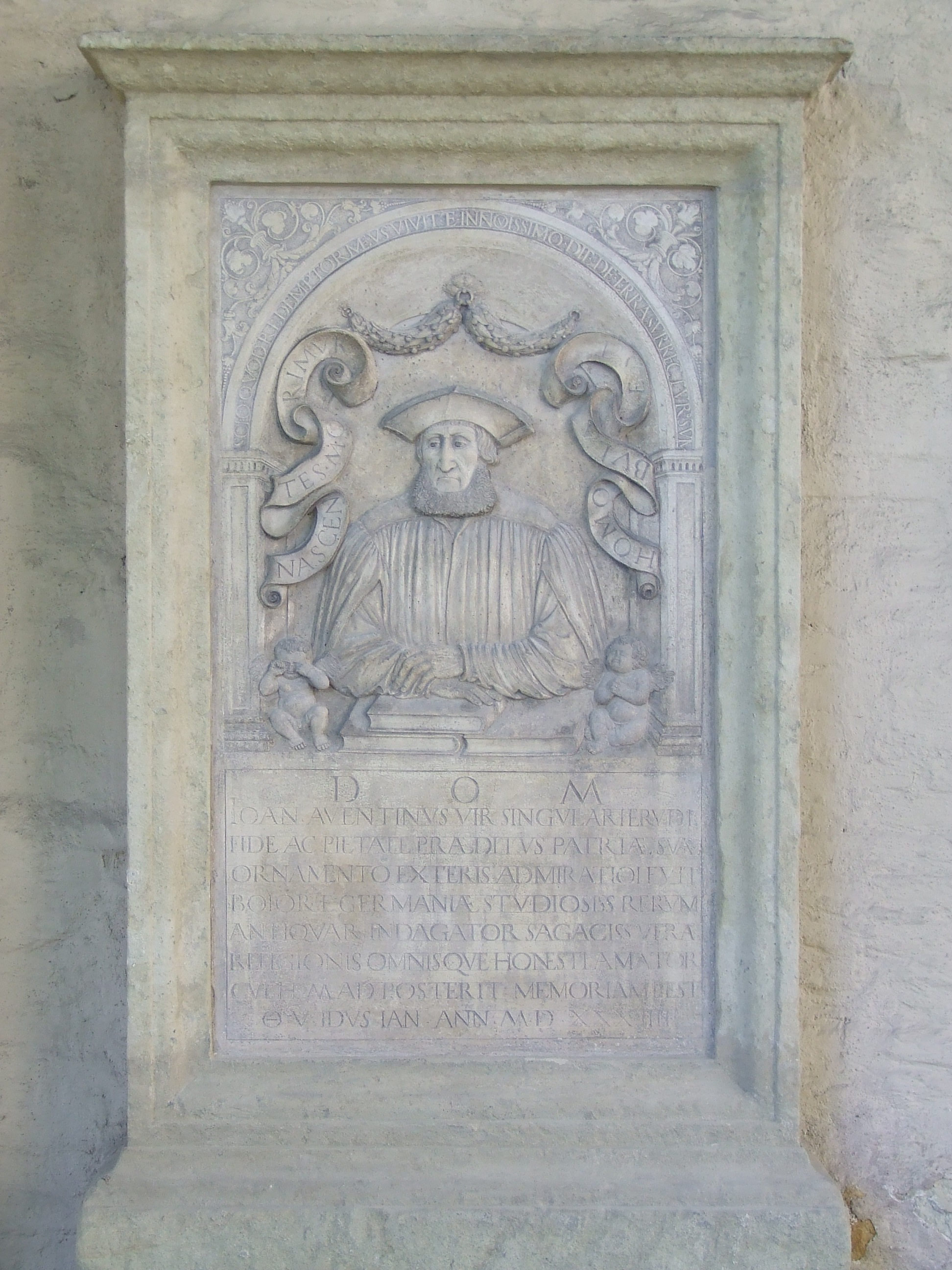
Grabplatte des Johannes Aventinus

## Orgeln

### Hauptorgel

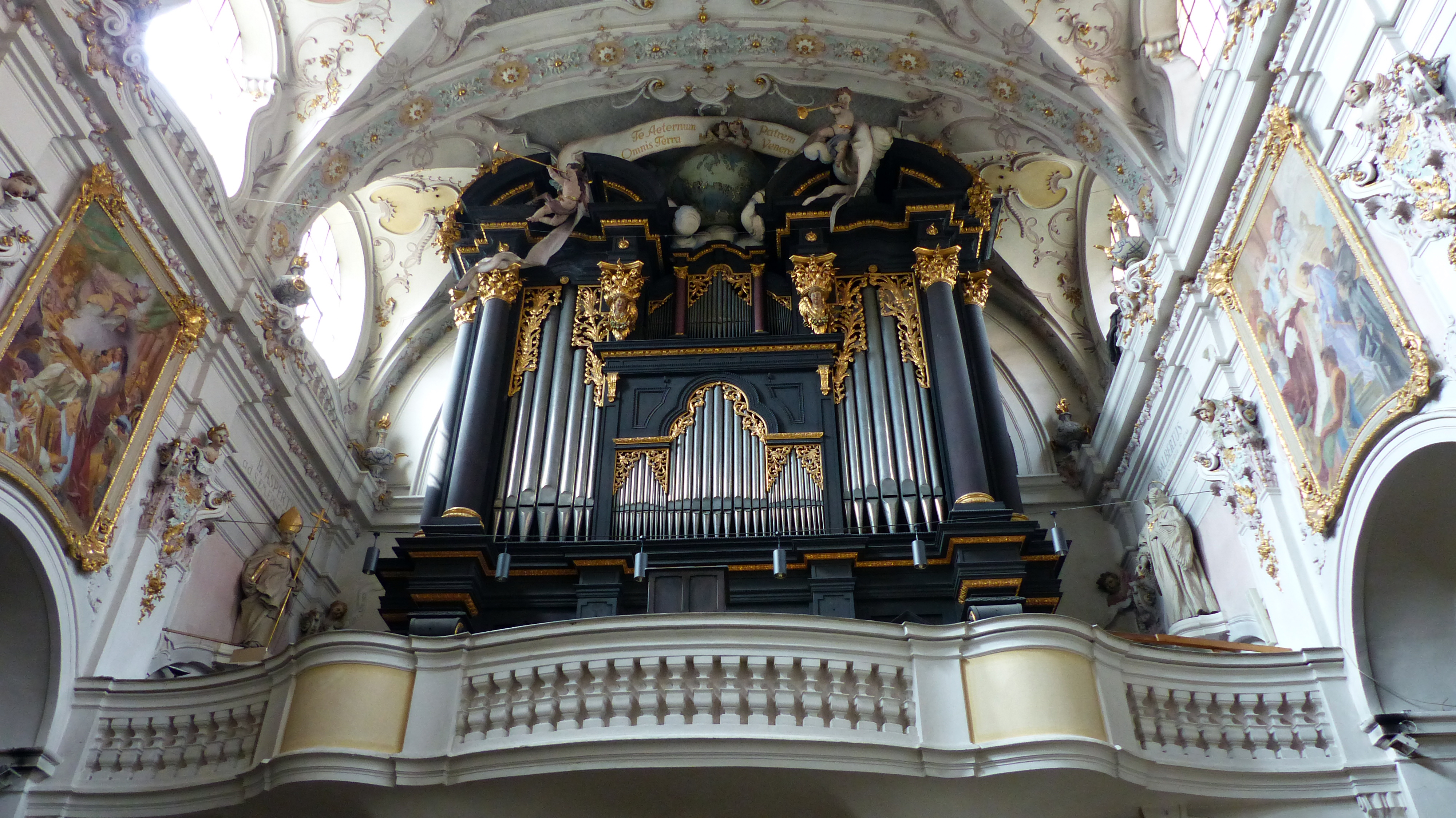
Von der Egedacher-Orgel erhaltener Prospekt aus 1669

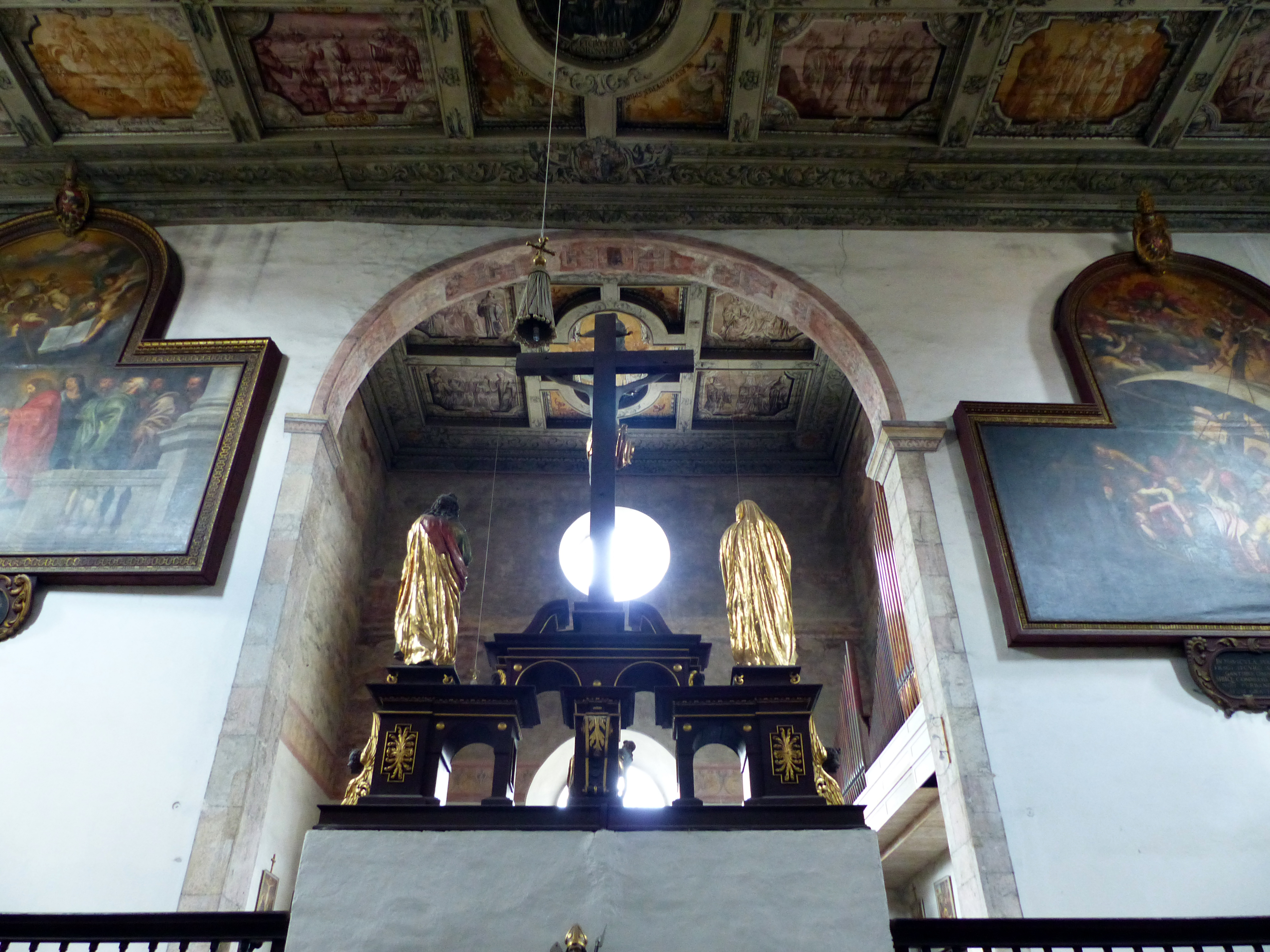
Westwerk mit Westorgel

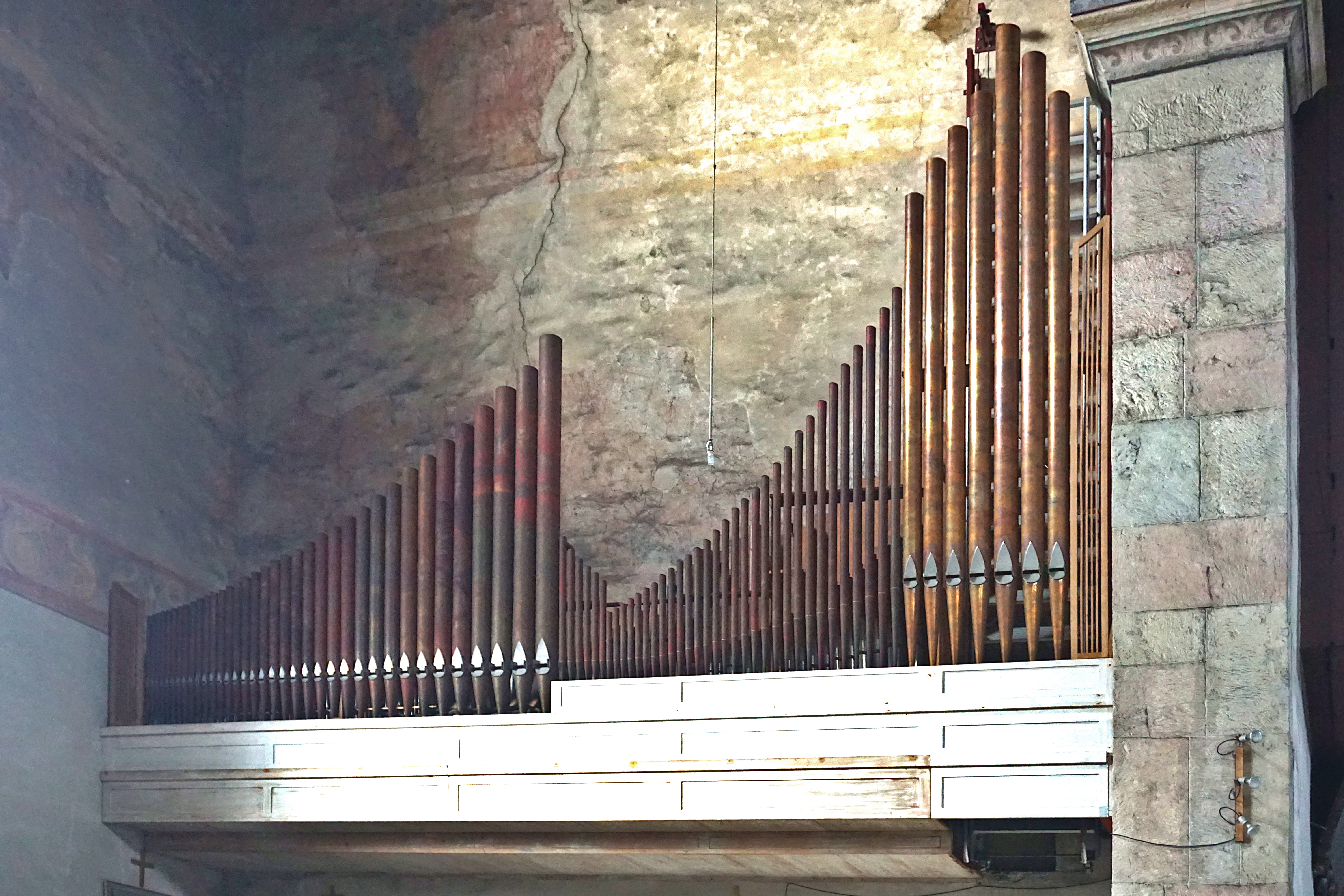
Das Westwerk der Hirnschrodt-Orgel

St. Emmeram hat eine lange Orgeltradition, mit repräsentativen und großen Instrumenten: Bereits 1166 gab es in der romanischen Kirche eine Orgel. Abt Johann II. Tergernbeck ließ 1474 eine „kunstreiche Orgel“ aufstellen. Der Einbau einer Empore zur Barockzeit im hinteren Drittel gliederte den riesigen ursprünglich karolingischen Kirchenbau. Auf dieser Empore stellte Christoph Egedacher 1669 eine Orgel auf, deren Gehäuse erhalten blieb. Die Disposition und Registerzahl der bisher genannten Orgeln sind nicht überliefert. 1731 baute Johann Konrad Brandenstein das Werk um. Die Disposition lautete dann:
| I Hauptwerk |                |       |
| 1.          | Copula         | 16′   |
| 2.          | Prinzipal      | 8′    |
| 3.          | Copel          | 8′    |
| 4.          | Viola da Gamba | 8′    |
| 5.          | Oktav          | 4′    |
| 6.          | Flauten        | 4′    |
| 7.          | Gemshorn       | 4′    |
| 8.          | Quint          | 2 ⁄3′ |
| 9.          | Superoktav     | 2′    |
| 10.         | Sedez IV       |       |
| 11.         | Mixtur III     |       |

| II Oberwerk |             |       |
| 12.         | Copel       | 8′    |
| 13.         | Echo        | 8′    |
| 14.         | Prinzipal   | 4′    |
| 15.         | Flöte       | 4′    |
| 16.         | Nasard      | 2 ⁄3′ |
| 17.         | Oktav       | 2′    |
| 18.         | Quint       | 1 ⁄3′ |
| 19.         | Duodetz III |       |
| 20.         | Mixtur III  |       |

| Pedal |            |     |
| 21.   | Offenbaß   | 16′ |
| 22.   | Subbaß     | 16′ |
| 23.   | Oktavbaß   | 8′  |
| 24.   | Superoktav | 4′  |
| 25.   | Fagott     | 8′  |

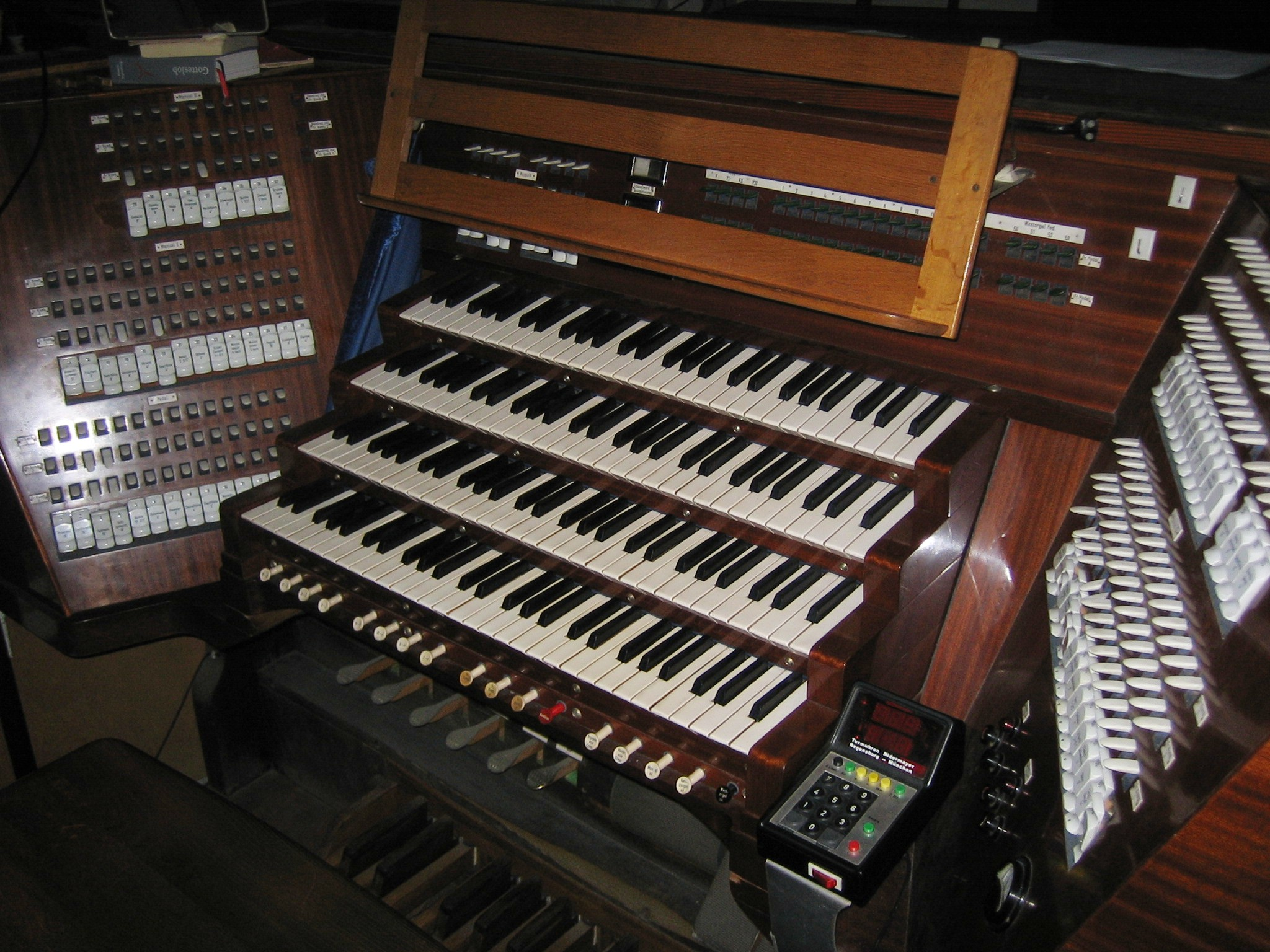
Spieltisch der Hirnschrodt-Orgel

Dieses Werk wurde 1846 durch Johann Heinssen aus Regensburg umgebaut und klanglich verändert; später im Jahr 1880 von Anton Breil repariert. Binder & Siemann baute 1900 als sein Opus 90 ein Werk mit Kegellade und pneumatischer Traktur in das vorhandene Gehäuse. Die Orgel hatte zwei Manuale und 30 Register. Das Instrument war zu dieser Zeit bereits eines der größten im Raum Regensburg.
1959 stellte Eduard Hirnschrodt wiederum ein neues Werk auf: Die Orgel war mit 68 klingenden Registern auf vier Manualen und Pedal mit Kegellade und elektro-pneumatischer Traktur das größte Instrument der Diözese Regensburg, bevor die Orgelanlage von Waldsassen verwirklicht wurde. Derzeit ist sie nach dem 2009 erfolgten Neubau der Orgelanlage im Dom die zweitgrößte Orgel der Stadt Regensburg. Eduard Hirnschrodt verwendete viele Pfeifen der Vorgängerorgel wieder. Durch die Aufteilung in Hauptorgel und Westorgel (im Westwerk der Kirche) kann der Kirchenraum optimal beschallt werden. Die Orgel verfügt zudem über einen einmanualigen pneumatischen Notspieltisch, gefertigt von der Binderwerkstätte unbekannter Herkunft. Mit der inzwischen entfernten Balganlage von 1900 konnte früher das zweite Manualwerk der Orgel behelfsmäßig auch in Zusammenarbeit mit einem Kalkanten bespielt werden.
Die Disposition, erstellt vom Münchner Domorganisten Heinrich Wismeyer, lautet:
| I Hauptwerk C–g3     |       |
| Gedacktpommer        | 16′   |
| Praestant            | 8′    |
| Rohrflöte            | 8′    |
| Gemshorn             | 8′    |
| Octave               | 4′    |
| Querflöte            | 4′    |
| Nasat                | 2 ⁄3′ |
| Octave               | 2′    |
| Grand Cornet IV–VIII |       |
| Mixtur major IV      |       |
| Mixtur minor III     |       |
| Fagott               | 16′   |
| Trompete             | 8′    |
| Clarine              | 4′    |

| II Positiv C–g3       |       |
| Gedackt               | 8′    |
| Quintadena            | 8′    |
| Viola                 | 8′    |
| Italienisch Prinzipal | 4′    |
| Nachthorn             | 4′    |
| Schwiegel             | 2′    |
| Quinte                | 1 ⁄3′ |
| Zimbel III            |       |
| Krummhorn             | 8′    |

| III Schwellwerk C–g3 |        |     |
| Stillgedackt         | 16′    |     |
| Hohlflöte            | 8′     |     |
| Dulzgedackt          | 8′     |     |
| Weidenpfeife         | 8′     |     |
| Singend Principal    | 4′     |     |
| Rohrflöte            | 4′     | (O) |
| Spitzgambe           | 4′     |     |
| Flötenschwebung      | 4′     |     |
| Quintflöte           | 2 ⁄3′  | (O) |
| Harfenprinzipal      | 2′     | (O) |
| Blockflöte           | 2′     | (O) |
| Terz                 | 1 3⁄5′ | (O) |
| Sifflöte             | 1′     | (O) |
| Scharff IV–V         |        | (O) |
| Oboe                 | 8′     |     |
| Singend Regal        | 4′     |     |
| Tremulant            |        |     |

| IV Westorgel C–g3 |     |
| Kupferprincipal   | 8′  |
| Gedacktflöte      | 8′  |
| Prinzipal         | 4′  |
| Koppelflöte       | 4′  |
| Gemshorn          | 2′  |
| Terzian II        |     |
| Glöckleinton III  |     |
| Plein jeu V–VI    |     |
| Dulcian           | 16′ |
| Horn              | 8′  |
| Rohrschalmei      | 4′  |

| Pedal (Hauptorgel) C–f1 |         |
| Principal               | 16′     |
| Contrabass              | 16′     |
| Subbass                 | 16′     |
| Stillgedackt            | 16′     |
| Quinte                  | 10 2⁄3′ |
| Octavbass               | 8′      |
| Pommer                  | 8′      |
| Choralflöte             | 4′      |
| Flachflöte              | 2′      |
| Rauschbass V–VI         |         |
| Posaune                 | 16′     |
| Rankett                 | 16′     |
| Tromba                  | 8′      |
| Feldtrompete            | 4′      |

| Pedal (Westorgel) C–f1 |     |
| Untersatz              | 16′ |
| Hornprinzipal          | 8′  |
| Bassflöte              | 8′  |
| Quintadena             | 4′  |

(O) = Schwellwerk für Oberstimmen
- Koppeln: II/I, III/I, III/II, IV/I, I/P, II/P, III/P, IV/P
- Spielhilfen: 3 freie Kombinationen, Crescendowalze, 2 Schwelltritte für Ober- bzw. Unterstimmen, Crescendo ab, General-Zungen ab, Mixturen ab, 2 freie Pianopedalkombinationen und Einzel-Zungenabsteller, Westorgel an.

### Truhenpositiv
Für den mobilen Einsatz und für Generalbaßzwecke steht seit 1997 zusätzlich eine Truhenorgel mit vier Registern der Firma Sandtner zur Verfügung.

## Glocken
Der mächtige, freistehende Glockenturm gilt als das bedeutendste Bauwerk der Renaissance in Regensburg. Er wurde von 1575 bis 1579 errichtet, ersetzte einen älteren, maroden Turm und ist beschrieben bei Kloster Sankt Emmeram. Der Turm beherbergt sechs Glocken von Regensburger Glockengießern aus verschiedenen Jahrhunderten.
| Glocke | Name             | Gussjahr | Gießer                      | Gewicht | Durchmesser | Schlagton |
| ------ | ---------------- | -------- | --------------------------- | ------- | ----------- | --------- |
| 1      | Liebfrauenglocke | 1658     | Johann Schelchshorn         | 4635 kg | 1868 mm     | b0        |
| 2      | Emmeramglocke    | 1852     | Joseph Anton Spannagl       | 3400 kg | 1732 mm     | c1        |
| 3      | Kreuzglocke      | 1685     | Johann Gordian Schelchshorn | 1850 kg | 1480 mm     | des1      |
| 4      | Angelusglocke    | 1673     | Johann Schelchshorn         | 0950 kg | 1185 mm     | f1        |
| 5      | Tutoglocke       | 1950     | Karl Hamm                   | 0500 kg | 0958 mm     | as1       |
| 6      | Heinrichglocke   | 1950     | Karl Hamm                   | 0330 kg | 0850 mm     | b1        |

Fünf Minuten vor dem Sonntagsamt (09:55 Uhr) läuten die Glocken 2–6; die größte Glocke wird nur an Hochfesten verwendet. Glocke 4 (f1) dient als „Angelusglocke“, die kleinste Glocke läutet als „Armeseelenglocke“ im Anschluss an das abendliche Angelusläuten. Der Uhrschlag erfolgt über die Glocken 3 (Viertelstunden) und 2 (volle Stunden).